# Harald Julin
Sigfrid Harald Alexander Julin "Julle" (Estocolm, 27 de març de 1890 – Estocolm, 28 de juliol de 1967) va ser un waterpolista i nedador suec que va competir durant el primer quart del segle xx. En el seu palmarès destaquen quatre medalles als Jocs Olímpics, tres en la competició de waterpolo i una en la de natació.
El 1906 va prendre part en els Jocs Intercalats d'Atenes, on disputà, sense sort, dues proves de natació, els 100 metres lliures i el relleu 4x250 metres lliures.
El 1908, a Londres guanyà la medalla de bronze en la competició de Waterpolo i en els 100 metres lliures del programa de natació, mentre en els relleus 4x200 metres lliures quedà eliminat en sèries.
Als Jocs Olímpics de 1912, a Estocolm, guanyà la medalla de plata en waterpolo, mentre era eliminat en sèries en les dues curses de natació que disputà. La seva darrera participació en uns Jocs fou a Anvers, el 1920, on guanyà la medalla de bronze de waterpolo.